# Cetatea Trascăului
Cetatea Trascăului (în a doua jumătate a secolului al XX-lea numită și Cetatea Colțești, în maghiară Torockóvár), situată la vest de satul Colțești (în maghiară Torockószentgyörgy, în germană Sankt Georgen) și la cca 5 km sud-vest de comuna Rimetea (în maghiară Torockó, în germană Eisenburg), județul Alba, a fost construită în jurul anilor 1296 de vice-voievodul Thorotzkay din Trascău, ca cetate locuibilă și de refugiu. 

## Istoric
A fost ridicată cu premeditare pe vârful abrupt al unei klippe calcaroase, în urma invaziei tătare (mongole) din anul 1241, când au fost produse pagube însemnate localităților Trascău și Sângiorgiu. 

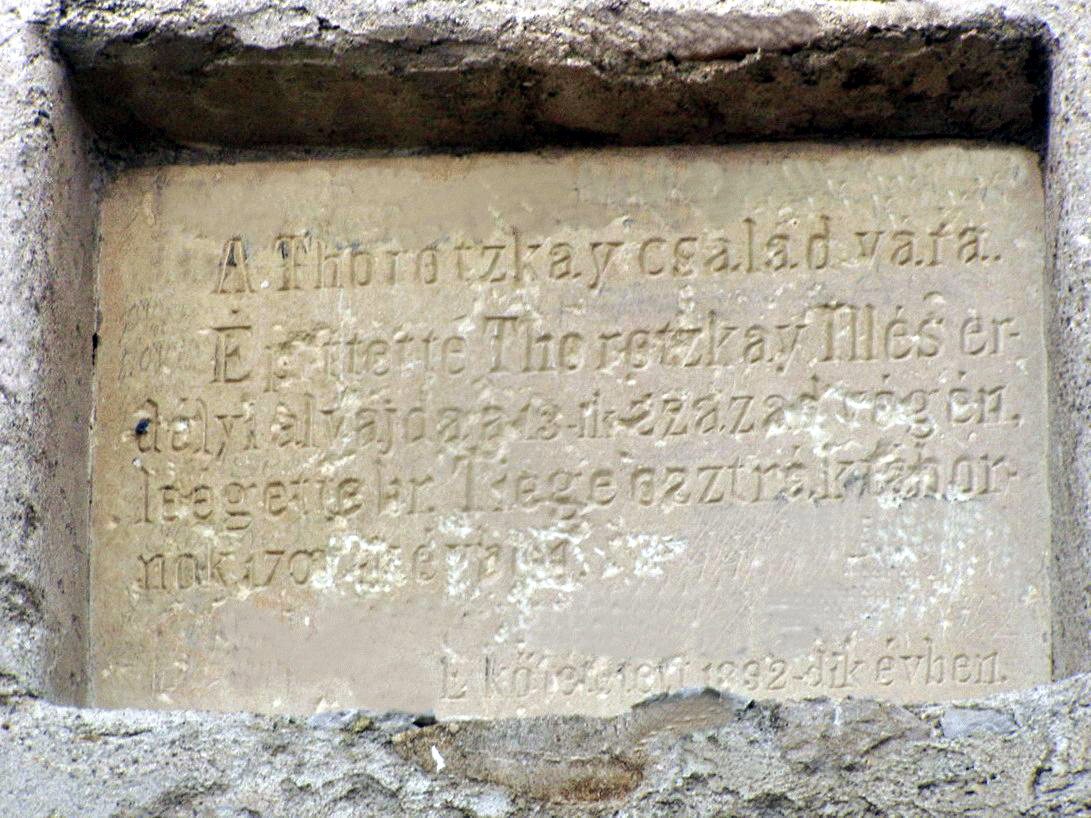
Placă comemorativă pe turnul nordic (Colţeşti, 1832)

Pe turnul nordic, înalt de aproximativ 20 m, se păstrează o inscripție care menționează ca familia Thorotzkay a construit castelul în secolul al XIII-lea. Inscripția de pe placa veche de piatră (traducere din limba maghiară): Cetatea familiei Thorotzkay. Construită de Illés (Ilie) Thorotzkay, vice-voievodul Ardealului, la finele secolului al XIII-lea. Arsă de trupele generalului Tiege în 1703. Acest panou s-a executat în anul 1832.
În anul 1470 cetatea a fost confiscată de regele Matia Corvin și dată voievodului Transilvaniei. În 1510 a revenit nobililor de Trascău (Thorotzkay), iar în 1514 a fost devastată de țăranii conduși de Gheorghe Doja.

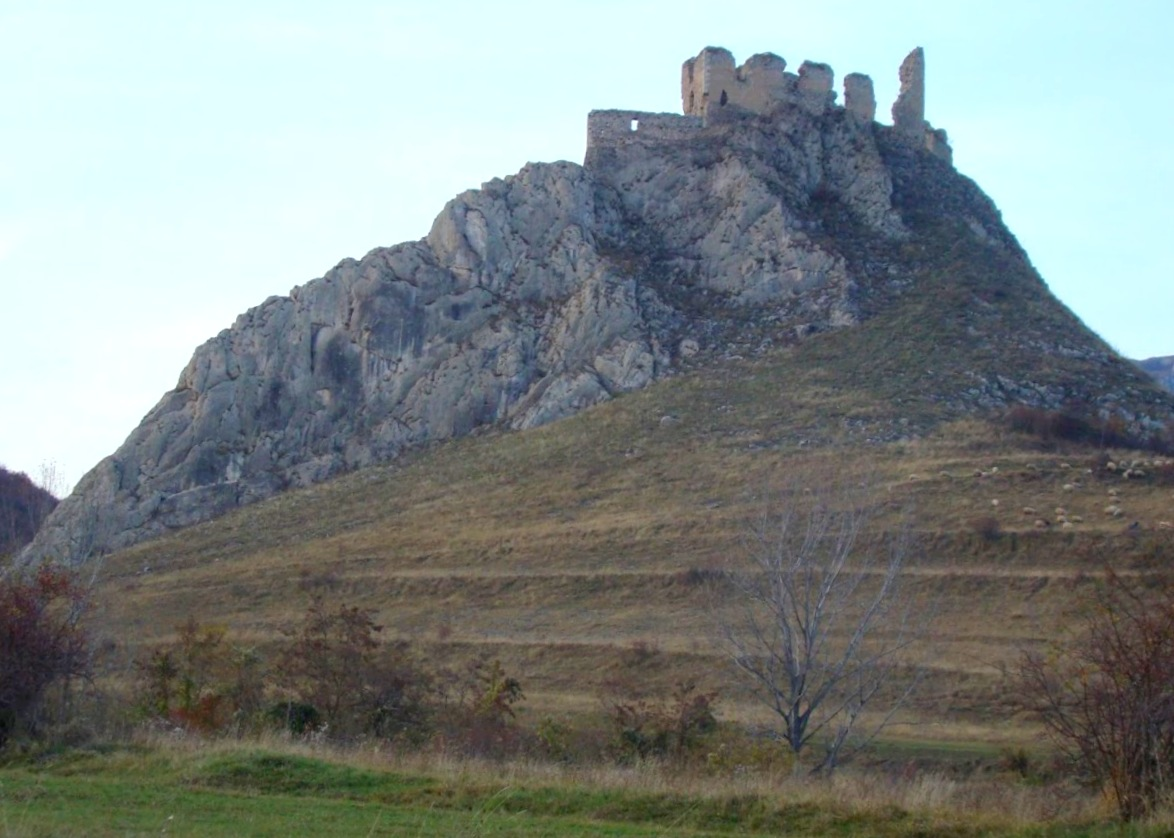
Cetatea Trascăului, foto: 2008.

Opunându-se anexării Transilvaniei de către Casa de Austria (Habsburg) în cadrul revoltei Curuților, familia nobililor de Trascău (Thorotzkay) a fost eliminată de pe scena istoriei, odată cu cetatea lor, distrusă în anul 1703 de către trupele imperiale austriece conduse de generalul Tiege (Lobonți).
Azi se mai păstrează o bună parte din zidurile incintei și cele două turnuri laterale.
La mai puțin de patru kilometri de castel, pe dealul Rîmeți, a fost construită încă o fortificație identică, din care acum mai există doar urme vagi, având același scop, de supraveghere și apărare a populației din zonă și a căii comerciale care traversează valea, de atacurile migratorilor.
Cetatea este înscrisă pe lista monumentelor istorice din județul Alba elaborată de Ministerul Culturii și Patrimoniului Național din România în anul 2010.

## Galerie de imagini

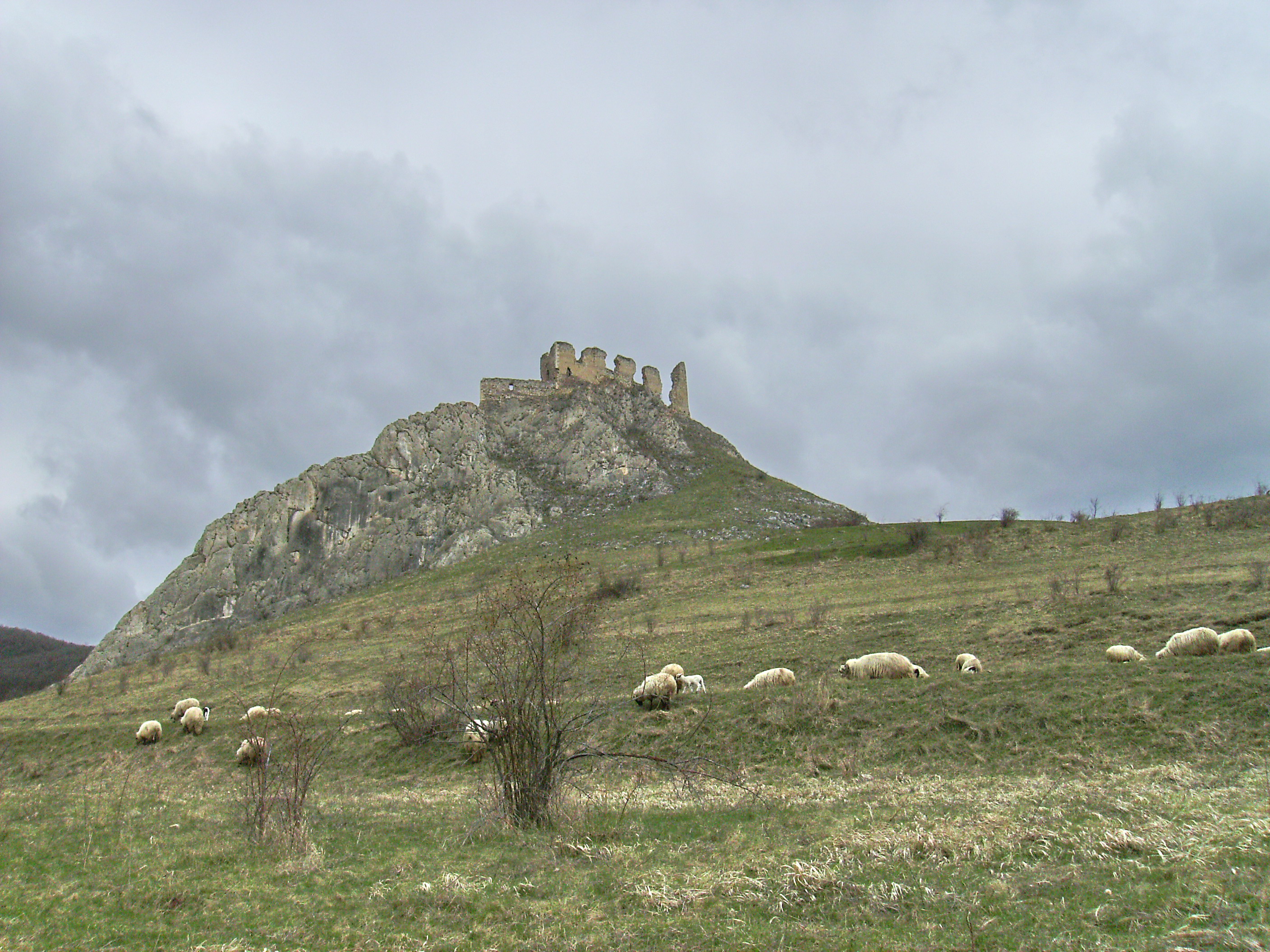
Cetatea văzută de la sud-est
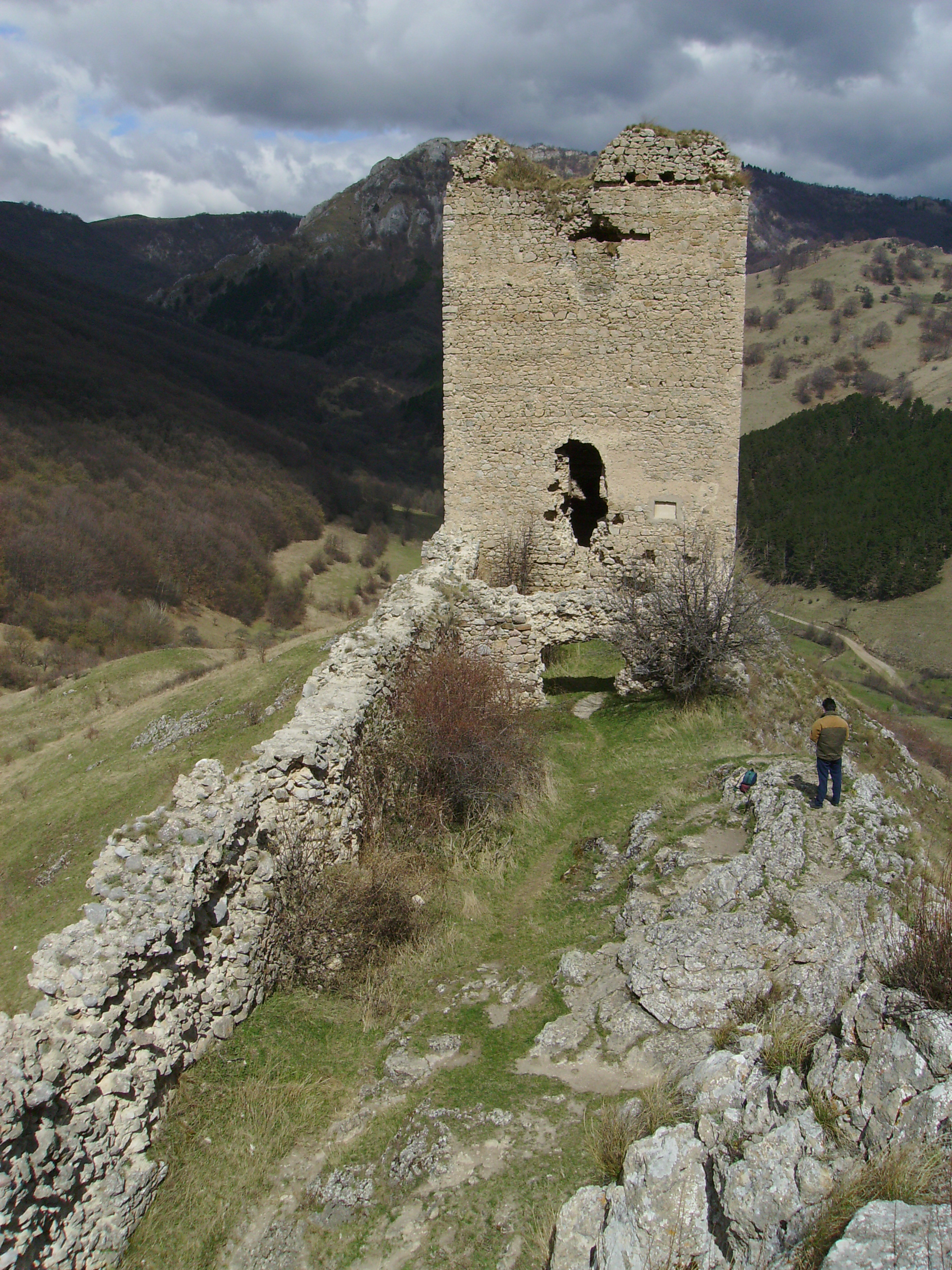
Jumătatea nordică a cetății și vechiul donjon
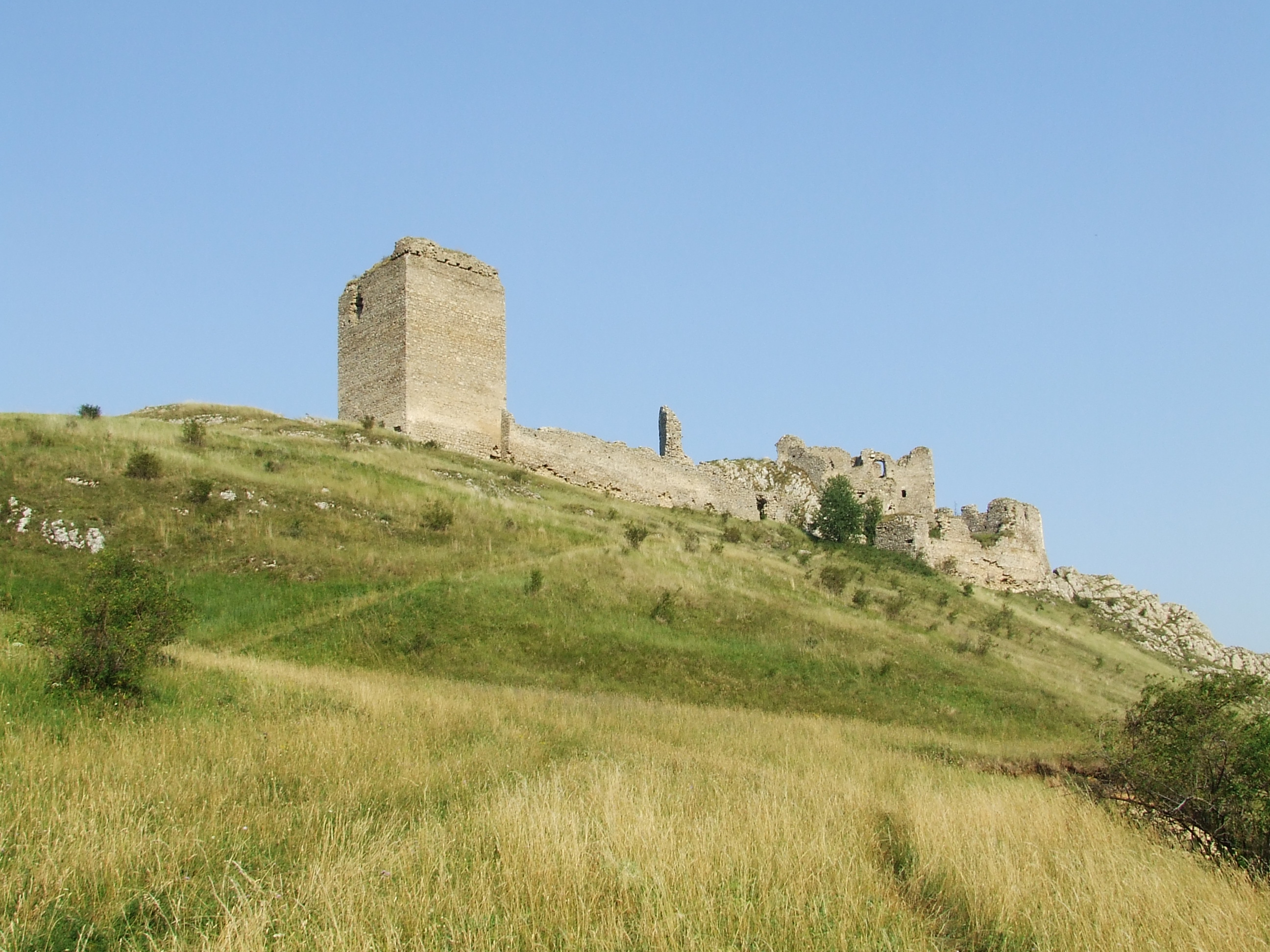
Cetatea văzută de la vest
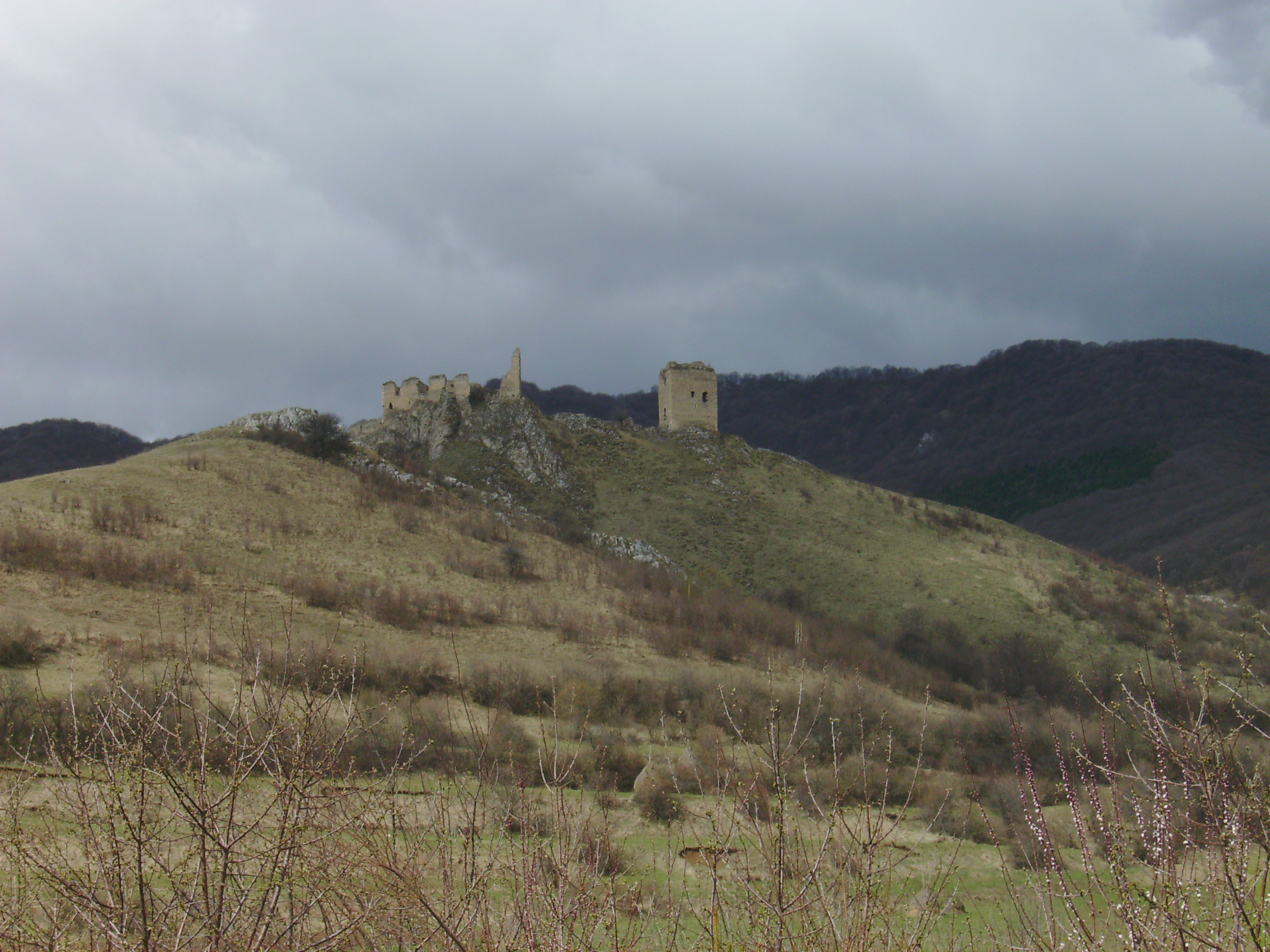
Cetatea văzută de la est
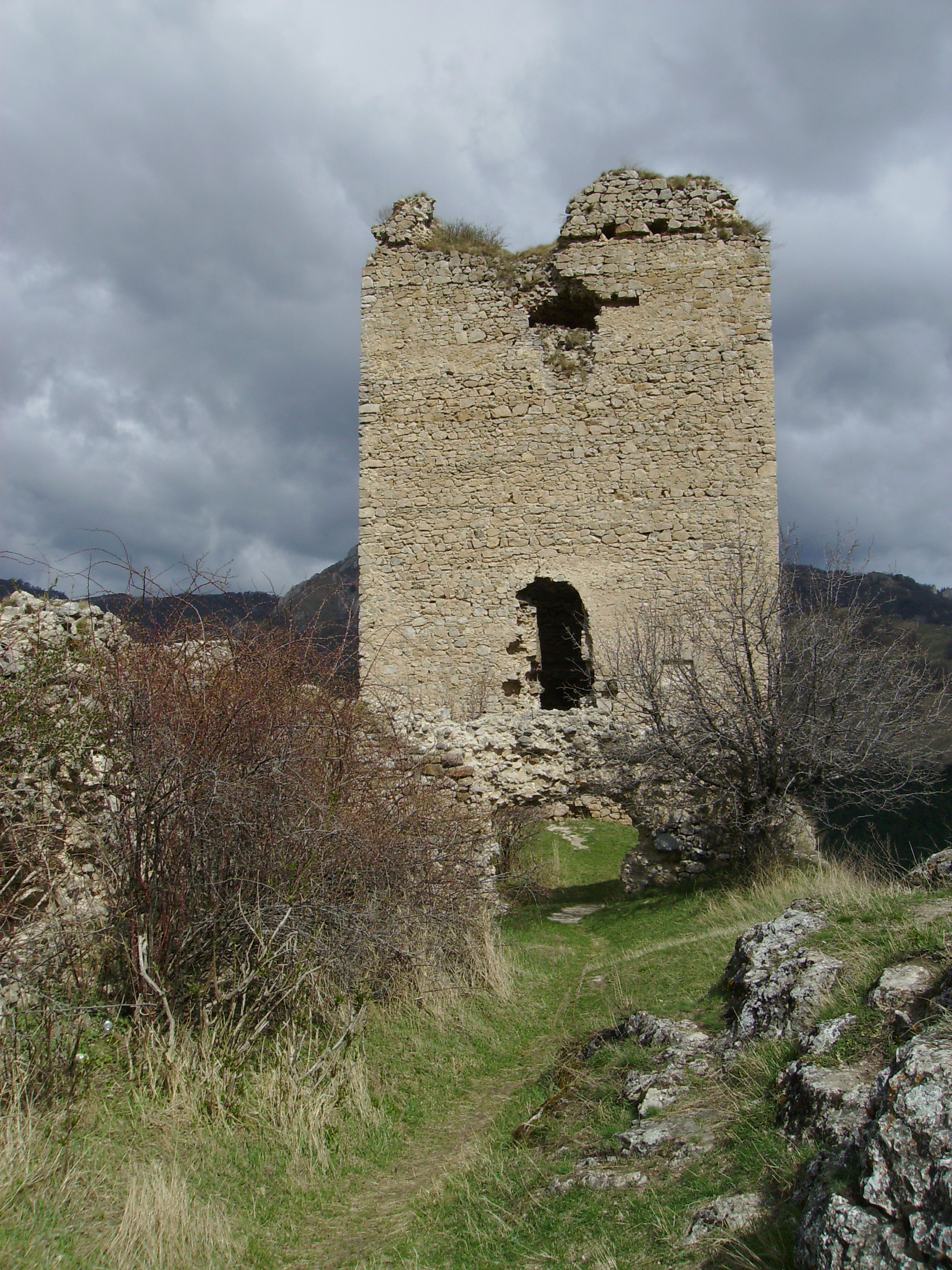
Vechiul donjon al cetății Trascăului
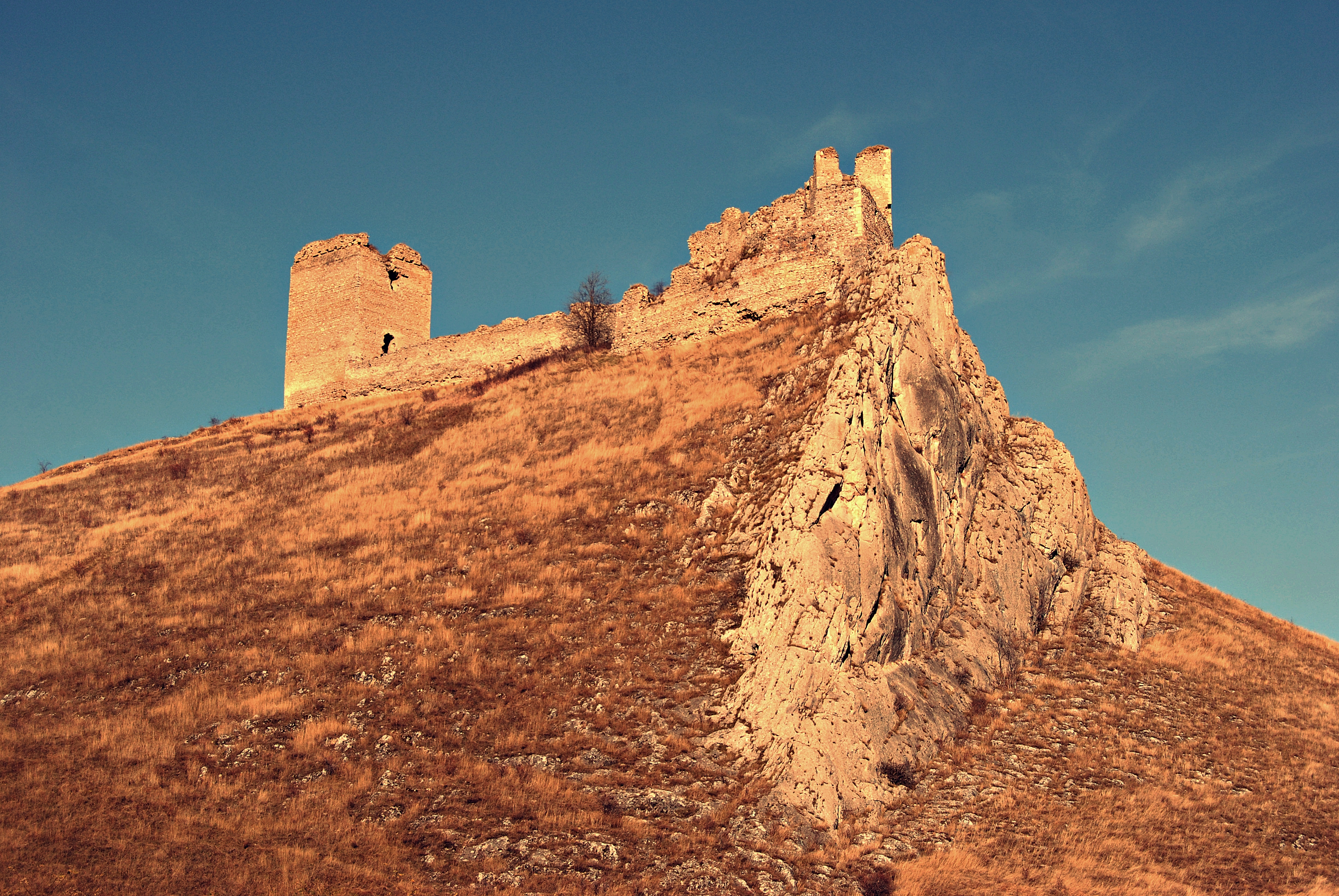
Cetatea Trascăului
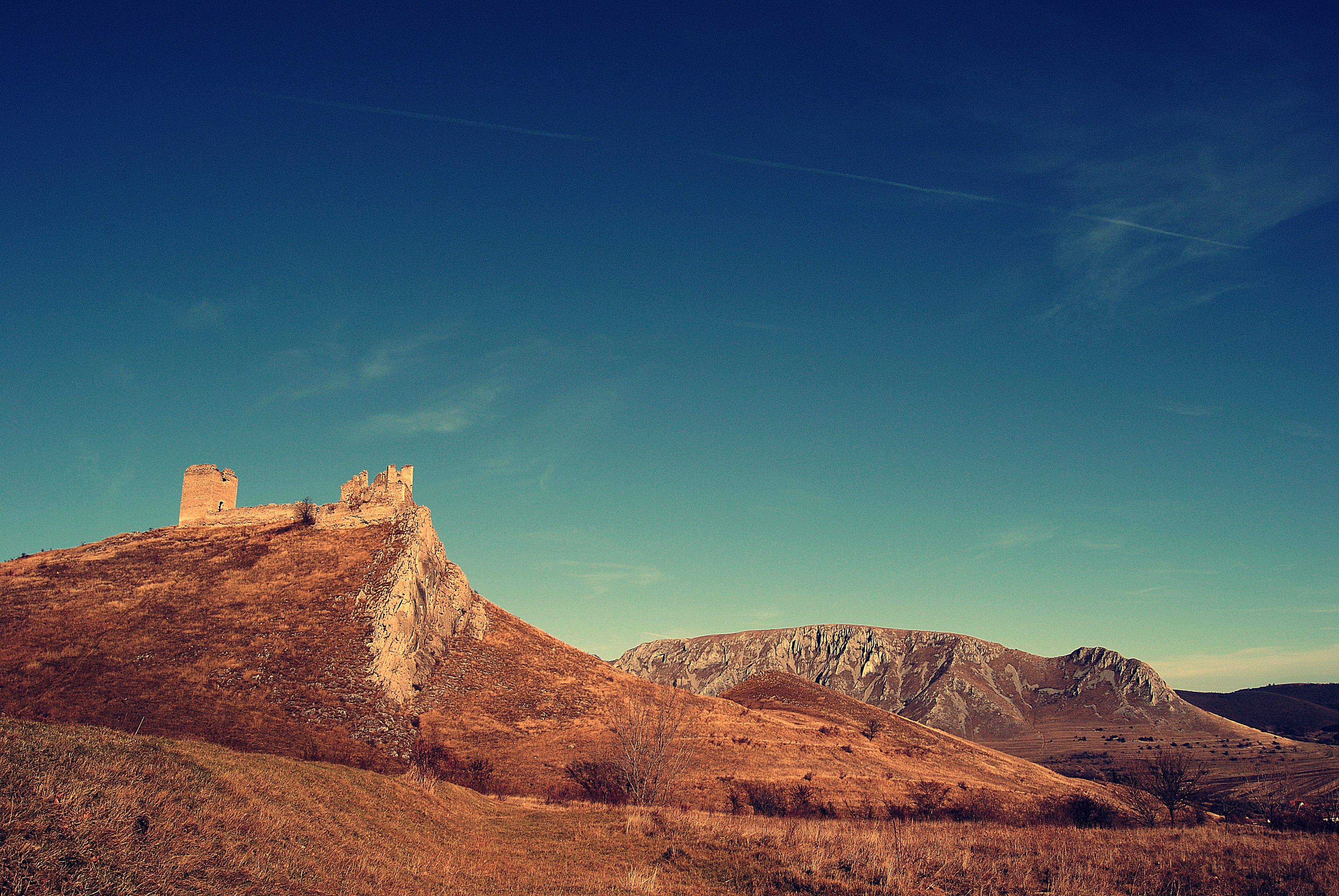
Cetatea Trascăului şi Piatra Secuiului